# Arquata Scrivia
Arquata Scrivia és un municipi situat al territori de la província d'Alessandria, a la regió del Piemont, (Itàlia).
Pertanyen al municipi les frazioni de Rigoroso, Varinella, Vocemola i Sottovalle.
Arquata Scrivia limita amb els municipis de Gavi, Grondona, Isola del Cantone, Serravalle Scrivia, Vignole Borbera i Voltaggio.

## Galeria

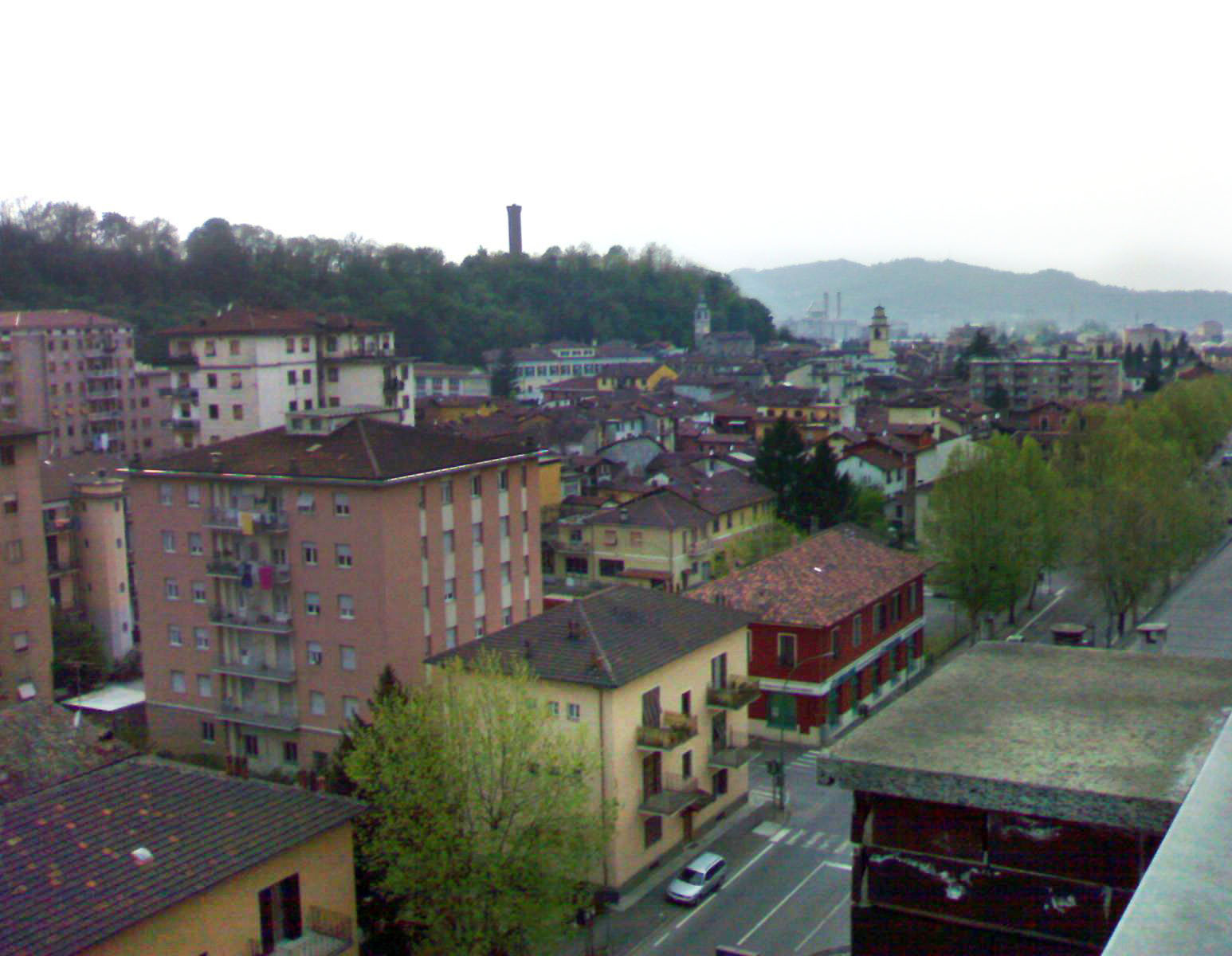
Vista panoràmica
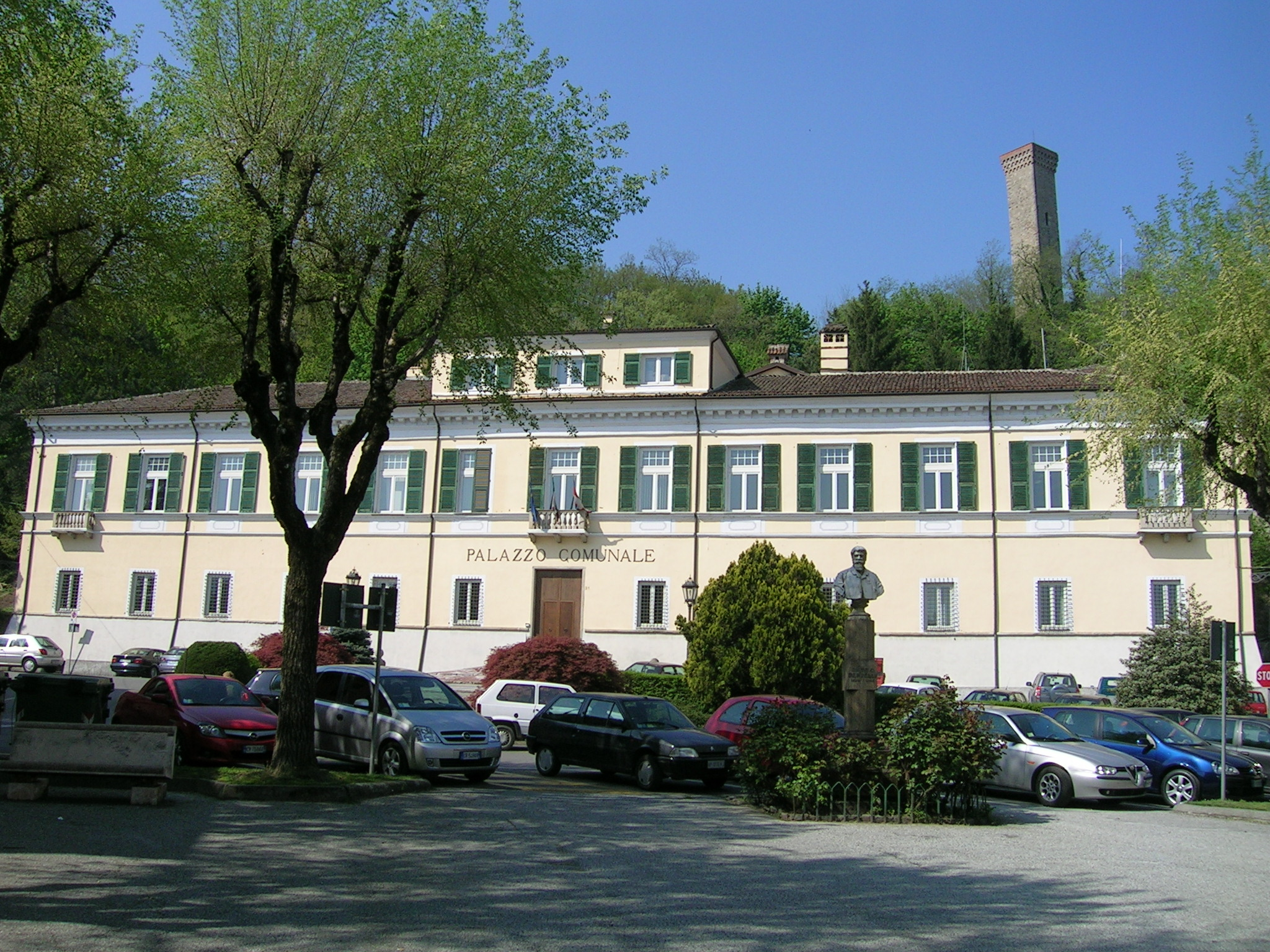
Ajuntament